# Bělá (Divoká Orlice)
Die Bělá (deutsch Alba, auch Albabach) ist ein rechter Zufluss der Wilden Adler (tschechisch Divoká Orlice) in Tschechien.

## Verlauf
Die Bělá entspringt auf dem Kamm des Adlergebirges am Südhang der Hohen Mense in 1.048 m ü. M. dicht an der polnischen Grenze bei Zieleniec. Ihr Tal verläuft zwischen Šerlich (Scherlich) und Sedloňovský vrch (Sattlerkoppe) nach Süden, im Osten erheben sich über dem Tal dann die Malá Deštná (Deschneyer Kleinkoppe) und Velká Deštná (Deschneyer Großkoppe).
Über Zákoutí und Deštné v Orlických horách führt das Tal der Bělá am Špičák vorbei und über Jedlová v Orlických horách durch ein Engtal, an dem sich die Reste der Burgen Hlodný und Nový Hrad befinden. Am Fluss liegen die Dörfer Osečnice, Proloh, Nová Ves und Skuhrov nad Bělou.  Hier weitet sich das Tal und der weitere Lauf führt südwestlich über Hamernice, Kvasiny, Solnice und Černíkovice, wo sich die Bělá an ihrem Unterlauf nach Süden wendet und an Lično, Třebešov, Ledská, Libel, Malá Ledská und Synkov vorbeifließt.
Nach der Einmündung der Kněžna folgt die Bělá deren Talverlauf nach Südwest, fließt zwischen Častolovice und Kostelec nad Orlicí hindurch und mündet anschließend nach 37,9 km  in 267 m ü. M. in die Wilde Adler. Das Einzugsgebiet der Bělá beträgt 213,8 km².
Bei Častolovice nimmt der Graben Alba, auch Třebechovický náhon bzw. Vantroka genannt, seinem Ursprung, der über 17,5 km bis Třebechovice pod Orebem zur Dědina führt.

## Zuflüsse
- Deštná (r), Deštné v Orlických horách
- Huťský potok (l), bei Mnichová
- Koutský potok (r), bei Lomy
- Chobot (r), Černíkovice
- Kněžná (l), Synkov
- Štědrý potok (l), Častolovice